# Soldier (álbum de Iggy Pop)
Soldier es el cuarto álbum de estudio del músico estadounidense Iggy Pop, publicado en febrero de 1980 por Arista Records y producido por Pat Moran. Para el disco, Iggy colaboró con el bajista Glen Matlock, ex Sex Pistols.

## Lista de canciones
| Lado A |                                   |          |  |
| N.º    | Título                            | Duración |  |
| 1.     | «Loco Mosquito»                   | 3:13     |  |
| 2.     | «Ambition»                        | 3:25     |  |
| 3.     | «Knocking 'Em Down (In the City)» | 3:20     |  |
| 4.     | «Play It Safe»                    | 3:05     |  |
| 5.     | «Get Up and Get Out»              | 2:43     |  |
| 6.     | «Mr. Dynamite»                    | 4:17     |  |

| Lado B |                      |          |  |
| N.º    | Título               | Duración |  |
| 7.     | «Dog Food»           | 1:47     |  |
| 8.     | «I Need More»        | 4:02     |  |
| 9.     | «Take Care of Me»    | 3:25     |  |
| 10.    | «I'm a Conservative» | 3:55     |  |
| 11.    | «I Snub You»         | 3:07     |  |

| Bonus tracks del año 2000 |               |          |  |
| N.º                       | Título        | Duración |  |
| 12.                       | «Low Life»    | 2:57     |  |
| 13.                       | «Drop a Hook» | 4:25     |  |

## Créditos
- Iggy Pop – voz
- Glen Matlock – bajo, guitarra, coros
- Ivan Kral – guitarra, teclados
- Klaus Krüger – batería
- Steve New – guitarra
- Barry Andrews – teclados
- David Bowie - coros en "Play it Safe"
- Simple Minds - coros en "Play it Safe"